# 대구 신남네거리 지하철 공사 현장 붕괴 사고
대구 신남네거리 지하철 붕괴 사고는 2000년 1월 22일 대구광역시 중구 동산동 대구 도시철도 2호선 공사 현장에서 발생한 붕괴 사고이다. 이 사고로 3명이 숨지고 1명이 구조되었다.

## 개요
2000년 1월 22일 오전 5시 12분 대구광역시 중구 동산동 대구 도시철도 2호선 공사 현장 (현 대구 도시철도 2호선, 대구 도시철도 3호선 청라언덕역 부근)에서 공사를 위해 임시로 만들어진 복공판이 내려앉으면서 발생한 사고이다. 당시 그 위에는 공사장 직원의 지시로 승객 3명과 기사 1명, 총 4명이 타고있는 동명교통 소속 601번 좌석버스 (현재 일반버스 600번)가 정차하고 있던 중이었는데, 이 버스는 결국 붕괴될 때 추락하고 말았다.

## 인명피해
당시 붕괴될 때 버스 1대가 추락하여 버스에 타고 있던 운전기사는 구조되었고, 승객 3명은 매몰되었다 다음날 숨진 채로 발견되었다.

## 사고 원인
사고의 원인은 부실 시공에다 후속 사고에 대한 안전 조치가 미흡한 것이 원인이었다. 지하철 공사장이 붕괴 기미를 보인 것은 새벽 4시 경이었다. 현장 근무자가 공사장 위의 복공판 일부가 내려앉은 것을 발견하고 30분 뒤 자체 보고를 하였다. 현장 소장은 5시 20분 현장에 도착하였고 경찰이 복공판이 꺼진 차선만 막고 차량을 통제해 반대편 차선에서 신호 대기를 하던 시내버스가 지반이 침하되며 추락하는 사고가 일어난 것이다.

## 사고 여파
이 사고로 인해 대구 도시철도 2호선 공사장 전체 공구가 안전하다는 진단이 내려질 때까지 공사가 중단되었다. 지하철 공사에 쓰이는 중장비들도 모두 안전 점검을 받았다.